# Iđirot
Iđirot (vodeni kmin; lat. Acorus), maleni biljni rod jedini u porodici Acoraceae i redu Acorales. 
Rod i porodica rašireni su po Europi, djelovima Azije i Sjevernoj Americi, poglavito u močvarnim staništima. Postoje tri vrste
, A. calamus i A. gramineus uzgajaju se i kao ukrasno bilje u vrtovima, treća je A. americanus iz Sjeverne Amerike
A. calamus ili obični iđirot ima varijetet, A. calamus var. angustatus Besser, a ponekad je za nju smatraju i  američku A. calamus var. americanus Raf.

## Etimologija
Ime roda latinski je oblik grčkog akoron, vjerojatno drevni naziv biljke.

## Opis reda
Acorales, iđirot (u Sjevernoj Americi nazivan “slatka zastava”) red je cvjetnica i najosnovnija loza među jednosupnicama (jednosupnicama), za koje je karakteristično da imaju jednu supku. Ovaj red sadrži jednu porodicu Acoraceae i jedan rod (Acorus), koji se sastoji od dvije do četiri vrste biljaka koje nalikuju perunikama.
Acorus calamus (slatka zastava) javlja se u močvarama Sjeverne Amerike i od Indije do Indonezije. Ostale su vrste rasprostranjene u umjerenim područjima Azije i Europe, gdje se često nalaze na rubovima jezera ili uz brze potoke.
Slatka zastavica se koristi kao biljni sastojak barem od klasične grčke ere. I A. calamus i A. gramineus obično se uzgajaju kao ukrasne biljke u vrtovima.
Acorus je prije bio svrstan u porodicu Araceae zbog skupljanja sićušnih, savršenih (dvospolnih) cvjetova u lopaticu, no kasnije je uočeno da se Acorus razlikuje u nekoliko aspekata — prije svega po tome što ima unifacijalne, a ne dvospolne listove, introrsne, a ne ekstrorsne prašnike (s prašnikom koji se otvara prema unutrašnjosti cvijeta, a ne prema van), suhi, a ne mesnati plodovi, eterična ulja, a ne rafide, i apikalna, a ne bazalna placentacija. Osim toga, istraživanja primjenom tehnika sekvencioniranja DNA pokazala su da se ovaj rod razlikuje od Araceae i da bi ga trebalo staviti kao baznu lozu svim ostalim jednosupnicama. S obzirom na ove morfološke i genetske razlike, većina botaničara smatra opravdanim zasebnu porodicu i red.

## Vrste
1. Acorus americanus (Raf.) Raf.
2. Acorus calamus L.
3. Acorus gramineus Sol.in Aiton

## Galerija
- Acorus calamus
- Acorus calamus
- Acorus calamus
- Acorus gramineus
- Acorus gramineus